# Meloe lopatini
Meloe lopatini es una especie de coleóptero de la familia Meloidae.

## Distribución geográfica
Habita en Tayikistán.